# 달빛타기
"달빛타기"는 1986년에 개봉한 대한민국의 영화이다.

## 캐스팅
- 엄도일 : 영남 역
- 나영희
- 최윤석
- 김영애
- 이한수
- 박동룡
- 남수정
- 최병철
- 전숙
- 김지영
- 박영지 (우정출연)
- 신국 (우정출연)
- 나성균 (우정출연)
- 손경수 (우정출연)